# Grande Prêmio da Espanha de 1969
Resultados do Grande Prêmio da Espanha de Fórmula 1 realizado em Montjuïc em 4 de maio de 1969. Segunda etapa da temporada, teve como vencedor o britânico Jackie Stewart, da Matra-Ford.

## Classificação da prova
| Pos. | Nº | Piloto               | Construtor   | Voltas | Tempo/Diferença   | Grid | Pontos |
| ---- | -- | -------------------- | ------------ | ------ | ----------------- | ---- | ------ |
| 1    | 7  | Jackie Stewart       | Matra-Ford   | 90     | 2:16:54.0         | 4    | 9      |
| 2    | 6  | Bruce McLaren        | McLaren-Ford | 88     | + 2 voltas        | 13   | 6      |
| 3    | 8  | Jean-Pierre Beltoise | Matra-Ford   | 87     | + 3 voltas        | 12   | 4      |
| 4    | 5  | Denny Hulme          | McLaren-Ford | 87     | + 3 voltas        | 8    | 3      |
| 5    | 14 | John Surtees         | BRM          | 84     | + 6 voltas        | 9    | 2      |
| 6    | 4  | Jacky Ickx           | Brabham-Ford | 83     | + 7 voltas        | 7    | 1      |
| Ret  | 9  | Pedro Rodríguez      | BRM          | 73     | Motor             | 14   |        |
| Ret  | 15 | Chris Amon           | Ferrari      | 56     | Motor             | 2    |        |
| Ret  | 3  | Jack Brabham         | Brabham-Ford | 51     | Motor             | 5    |        |
| Ret  | 10 | Jo Siffert           | Lotus-Ford   | 30     | Vazamento de óleo | 6    |        |
| Ret  | 2  | Jochen Rindt         | Lotus-Ford   | 19     | Acidente          | 1    |        |
| Ret  | 11 | Piers Courage        | Brabham-Ford | 18     | Motor             | 11   |        |
| Ret  | 1  | Graham Hill          | Lotus-Ford   | 8      | Acidente          | 3    |        |
| Ret  | 12 | Jackie Oliver        | BRM          | 1      | Tubo de óleo      | 10   |        |

## Tabela do campeonato após a corrida
|   | Pos. | Piloto               | Pontos |
| - | ---- | -------------------- | ------ |
|   | 1    | Jackie Stewart       | 18     |
| 3 | 2    | Bruce McLaren        | 8      |
|   | 3    | Denny Hulme          | 7      |
| 2 | 4    | Graham Hill          | 6      |
| 1 | 5    | Jean-Pierre Beltoise | 5      |

|   | Pos. | Construtor   | Pontos |
| - | ---- | ------------ | ------ |
|   | 1    | Matra-Ford   | 18     |
| 1 | 2    | McLaren-Ford | 10     |
| 1 | 3    | Lotus-Ford   | 6      |
|   | 4    | BRM          | 2      |
| 1 | 5    | Brabham-Ford | 1      |

- Nota: Somente as primeiras cinco posições estão listadas. Em 1969 os pilotos computariam cinco resultados nas seis primeiras corridas do ano e quatro nas cinco últimas. Neste ponto esclarecemos: na tabela dos construtores figurava somente o melhor colocado dentre os carros de um time.